# Léon Lécuyer
Léon Alfred Lécuyer (* 8. April 1855 in Paris; † 25. Oktober 1915 ebenda) war ein französischer Sportschütze und Fechter.

## Erfolge
Léon Lécuyer nahm an den Olympischen Spielen 1900 in Paris im Fechten und 1908 in London im Schießen teil. Im Fechtwettbewerb schied er 1900 im Säbel-Einzel in der ersten Runde aus. Acht Jahre darauf belegte er mit der Freien Pistole den 30. Platz im Einzel, während er sich im Mannschaftswettbewerb mit dem Kleinkalibergewehr im liegenden Anschlag die Bronzemedaille sicherte. Gemeinsam mit André Regaud, Paul Colas und Henri Bonnéfoy erzielte er 710 Punkte und wurde damit hinter Großbritannien und Schweden Dritter.